# Tiefenbachsee
Tiefenbachsee är en sjö i Österrike.   Den ligger i förbundslandet Salzburg, i den centrala delen av landet, 230 km sydväst om huvudstaden Wien. Tiefenbachsee ligger 1 919 meter över havet.
I omgivningarna runt Tiefenbachsee växer i huvudsak blandskog. Runt Tiefenbachsee är det glesbefolkat, med 20 invånare per kvadratkilometer.